# Marca de Hachberg-Sausenberg
A Marca de Hachberg-Sausenberg foi constituída em 1306 pela divisão da Marca de Baden-Hachberg. Henrique III e o seu irmão mais novo Rodolfo I, que até 1306 reinaram conjuntamente em Baden-Hachberg, dividiram a herança paterna, ficando Henrique, o mais velho, como marquês de Baden-Hachberg, e Rodolfo como marquês de Hachberg-Sausenberg.
O novo estado durou até 1503, ano em que o último marquês, Filipe, morreu sem descendência masculina, sendo o território herdado pela linha senior da Casa de Baden.

## História

### A partilha de 1306

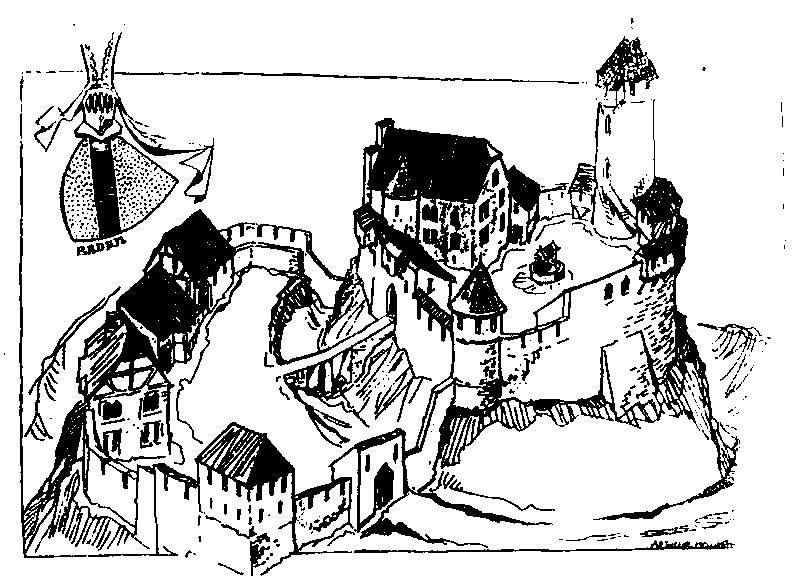
Sausenburg (Reconstituição)

Após a morte do marquês Henrique II de Baden-Hachberg em 1289, os dois filhos, Henrique III e Rodolfo I governaram conjuntamente a herança paterna.
Mas, em 1306, decidiram partilhar os estados e, enquanto Henrique III deu continuidade à linha principal em Hachberg, Rodolfo recebeu o Senhorio de Sausenberg, mais a sul (e que fora adquirido em 1232 ao mosteiro de St. Blasien), iniciando a nova linha de marqueses de Hachberg-Sausenberg.
Também os Bailiados de Bürgeln, Sitzenkirch e Weitenau, localidades na Floresta Negra, tinham pertencido ao Mosteiro de St. Blasien. Os marqueses instalaram-se no castelo de Sausenburg, construído ante de 1246 para proteger os territórios recém adquiridos.

### A herança de Röttlen (1315)

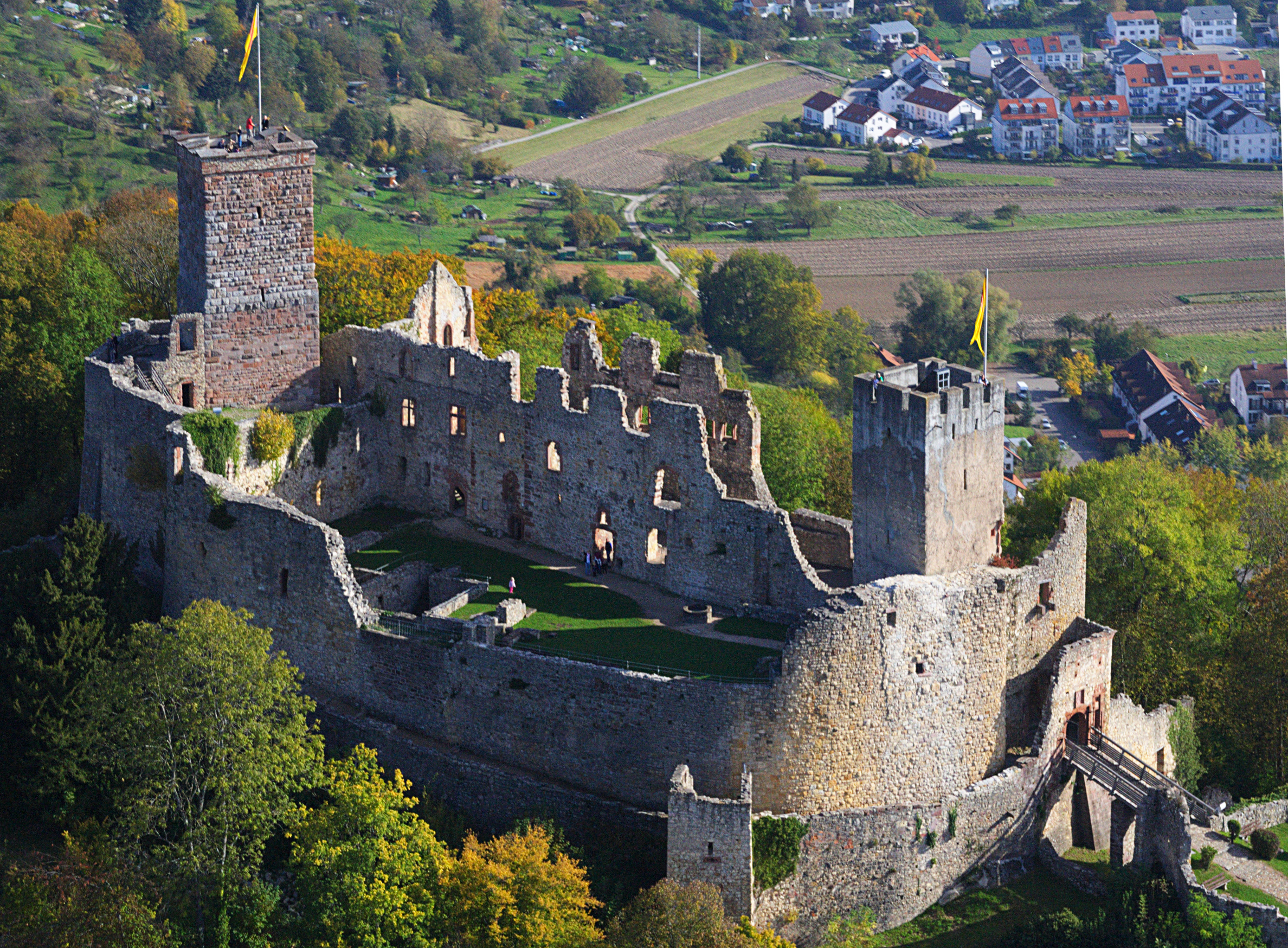
O castelo de Rötteln.

Por volta de 1298/99, Rodolfo I casou-se com a herdeira de Otão, Senhor de Rötteln e, em 1311, tornou-se co-governante do senhorio de Rötteln. Rodolfo I morreu antes de Lüthold II de Rötteln, pelo que, quando este morreu (1316) foi o filho mais velho de Rodolfo, Hemrique que herdou todo o território.
Nessa altura, a base dos marqueses passou de Sausenburg para o castelo de Rötteln, local de maior importância. 

### Aquisição de Badenweiler (1444)

Brasão de Armas do Senhorio de Badenweiler.

O conde João de Friburgo-Neuchâtel, o último da família dos Condes de Friburgo que também governava o condado Soberano de Neuchâtel, teve seis filhos, mas todos morreram na infância. Assim, cedeu o Senhorio de Badenweiler com os castelos de Baden e de Neuenfels, aos seus sobrinhos Rodolfo IV e Hugo de Hachberg-Sausenberg. 

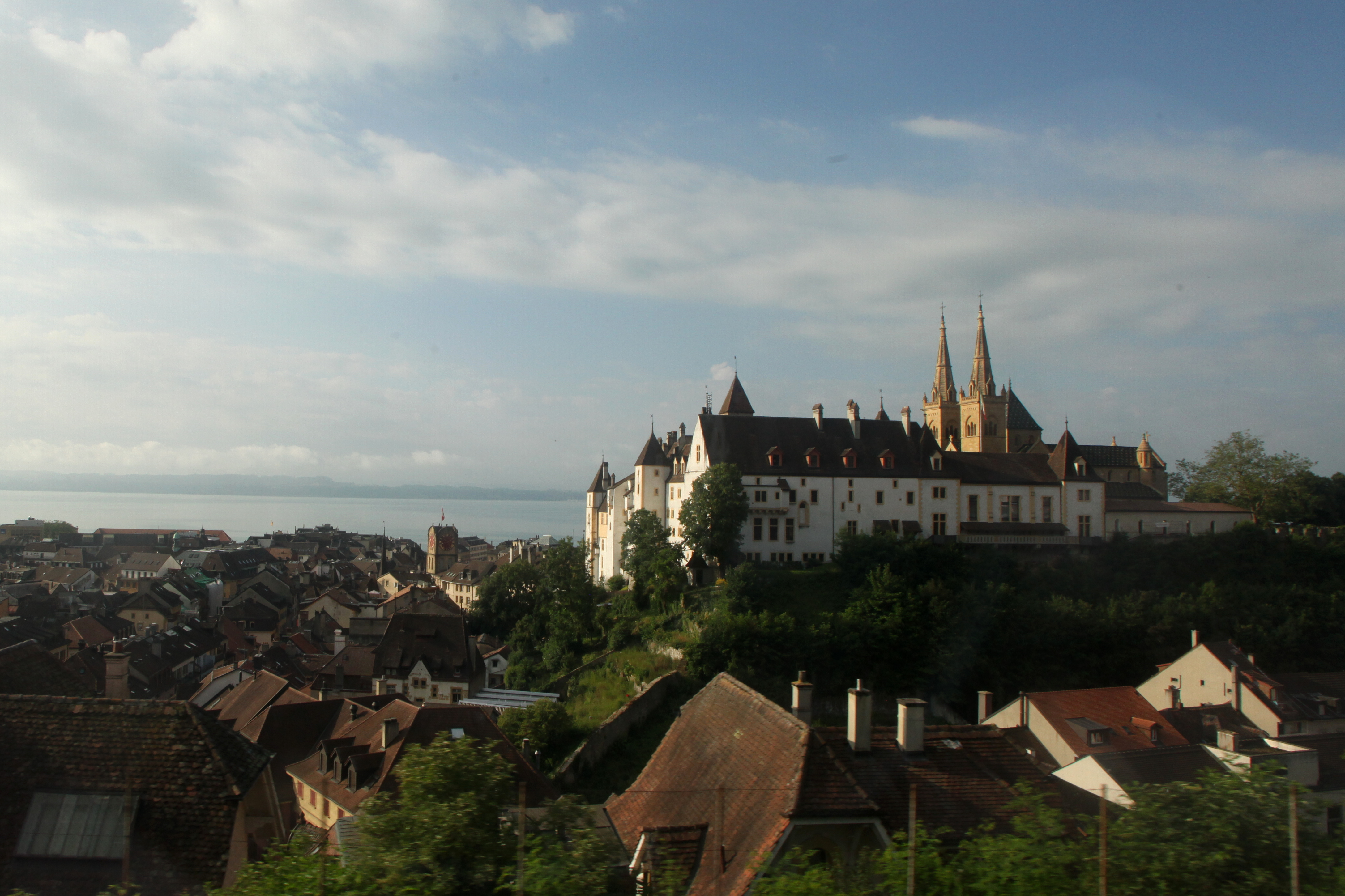
Castelo de Neuchâtel, na Suica.

Os territórios de Rötteln, Hachberg-Sausenberg e Badenweiler passaram a formar a denominada Markgräflerland, um território contínuo a sul de Friburgo, cidade na Brisgóvia, e a norte de Basileia. 
Em 1447, João conde de Friburgo, também transferiu para Rodolfo o seu Condado de Neuchâtel (na Suíça). Após a sua morte, ocorrida a 19 de fevereiro de 1458, Rodolfo herdou outros domínios no Condado Livre da Borgonha.

### A integração na Marca de Baden (1503)
A marca de Hachberg-Sausenberg foi herdada pela linha principal da Casa de Baden em 1503 devido a um tratado de herança recíproca entre o marquês Filipe de Hachberg-Sausenberg e o marquês Cristóvão I de Baden sendo, então, integrada na Marca de Baden.
O pai de Filipe, Rodolfo IV, já iniciara negociações com os seus primos da linha senior e Filipe concluiu as negociações a 31 de agosto de 1490 com Cristóvão I. O contrato fico conhecido por “Acordo de Rötteln” (em alemão:  "Röttelsches Gemächte") .
A razão deste tratado prendia-se com o casamento do filho de Cristóvão I, Filipe de Baden, com a filha herdeira de Filipe Hachberg-Sausenberg, Joana. No entanto, este casamento não se veio a realizar dada a pressão política do rei francês. 
Joana (1485-1543) herdou o condado soberano de Neuchâtel após a morte do pai casando-se com o nobre francês Luís I de Orleães-Longueville, que também se autodenominava marquês de Rothelin. Após a morte de Joana (1543), o seu filho Francisco continuou a intitular-se marquês de Rothelin e um neto com o mesmo nome fundou o ramo bastardo dos Orleães-Rothelin.
Quer Joana quer a Casa Orleães-Longueville tentaram contestar o acordo de herança entre Cristóvão I de Baden e Filipe, pedindo apoio às cidades de Solothurn, Lucerna, Friburgo e Berna. A disputa viria a ser resolvida em 1581 com o pagamento de 225.000 florins pela Casa de Baden aos Orleães-Longueville. 

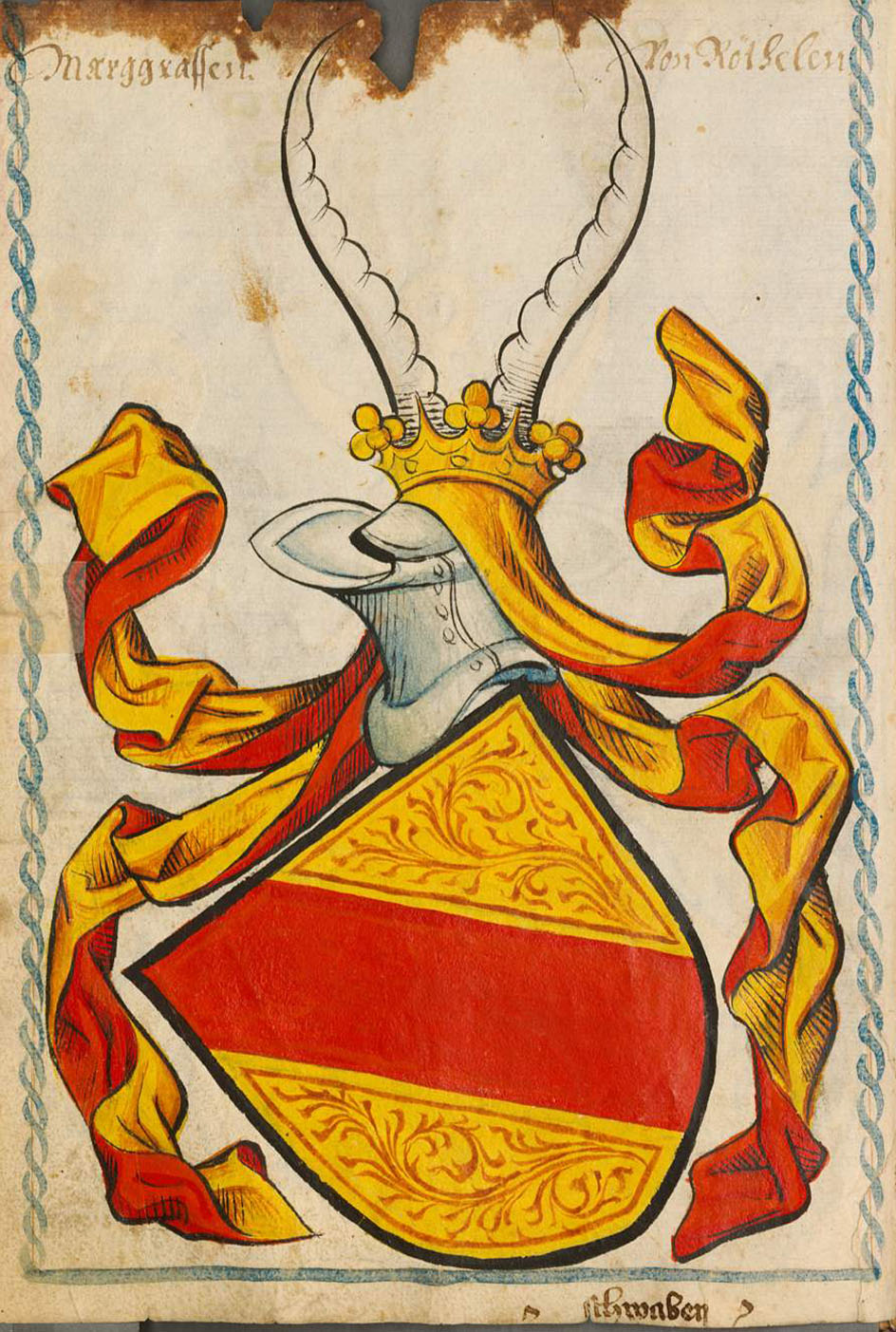
Brasão dos Hachberg-Sausenberg.

## Território
- Landegraviato de Sausenberg;
- Senhorio de Rötteln;
- Senhorio de Badenweiler.

De 1447 até 1503 os Marqueses de Hachberg-Sausenberg reinaram também no Condado soberano de Neuchâtel que não era parte da Marca.

## Brasão de Armas
Como linha colateral da Casa de Baden, os marqueses de Hachberg-Sausenberg usaram as armas dos Marqueses de Baden, que é "uma banda de gules em campo de ouro".
Enquanto o timbre da linha principal consistia em chifres de búfalo adornados com ramos de tília, para diferenciar, as linhas secundárias de Baden-Hachberg e de Hachberg-Sausenberg usavam como timbre os chifres de ibex.

## Castelos dos Hachberg-Sausenberg

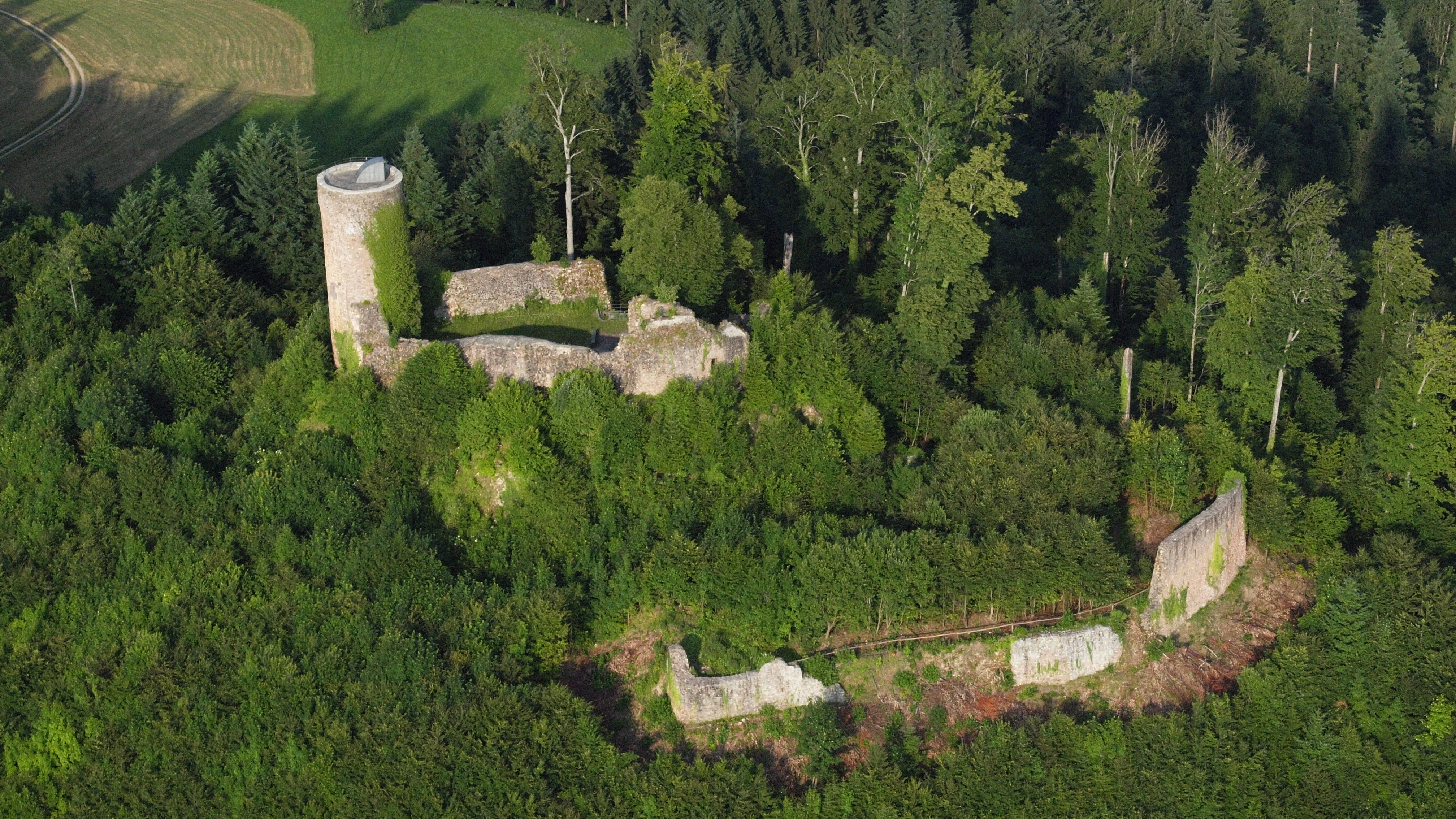
Sausenburg, em Kandern
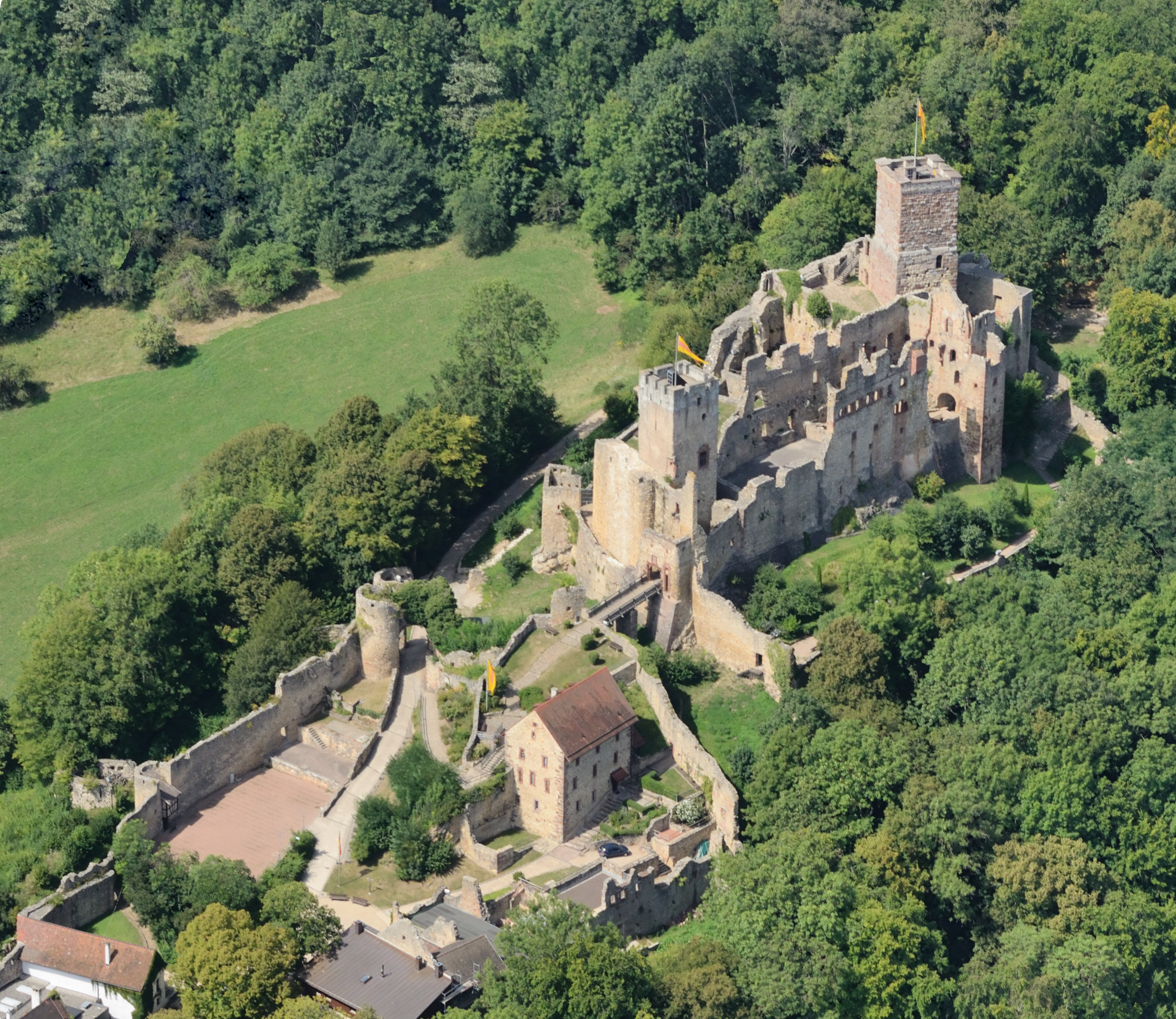
Castelo de Rötteln, em Lörrach
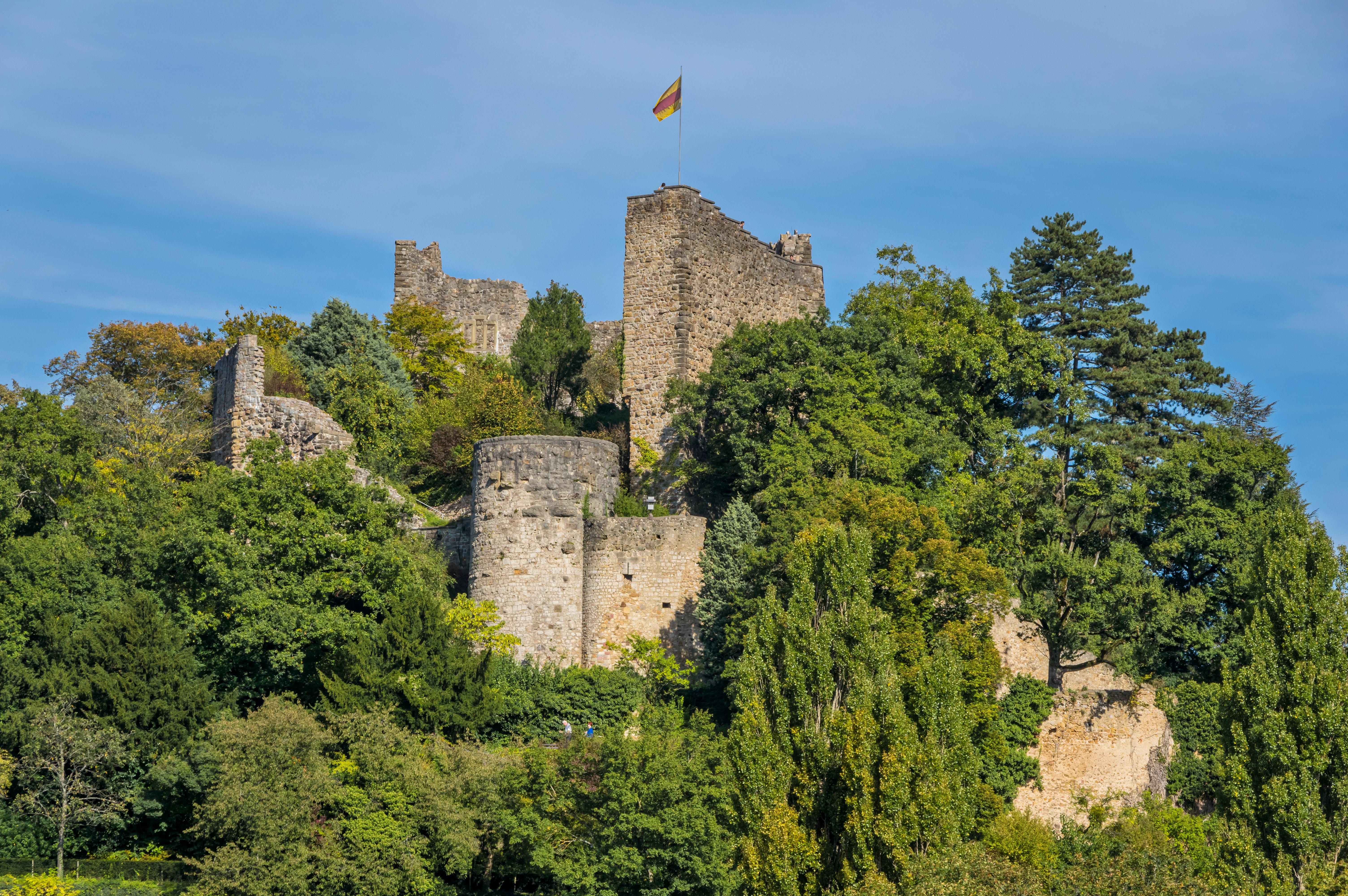
Castelo Baden, em Badenweiler
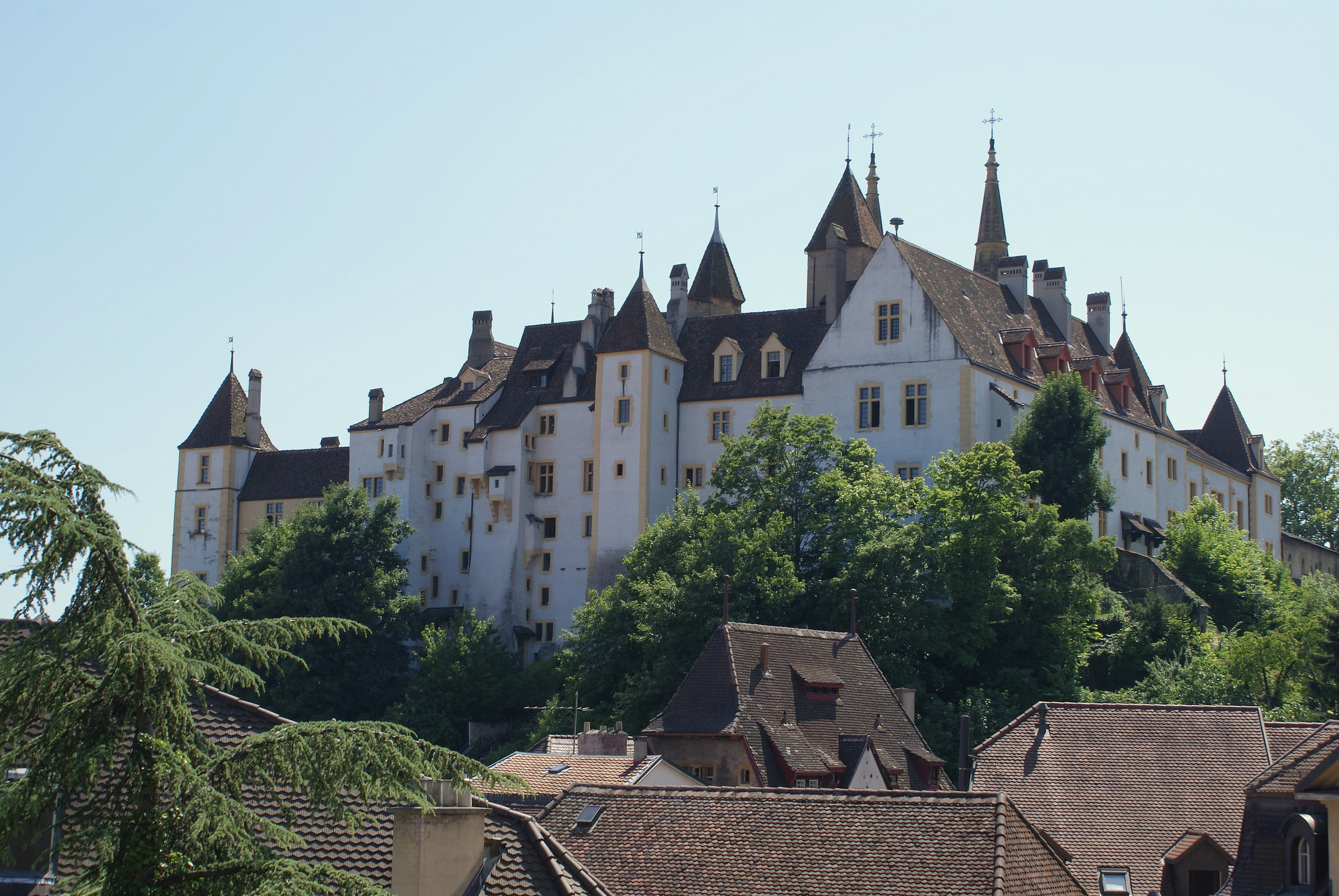
Castelo de Neuchâtel, em Neuchâtel
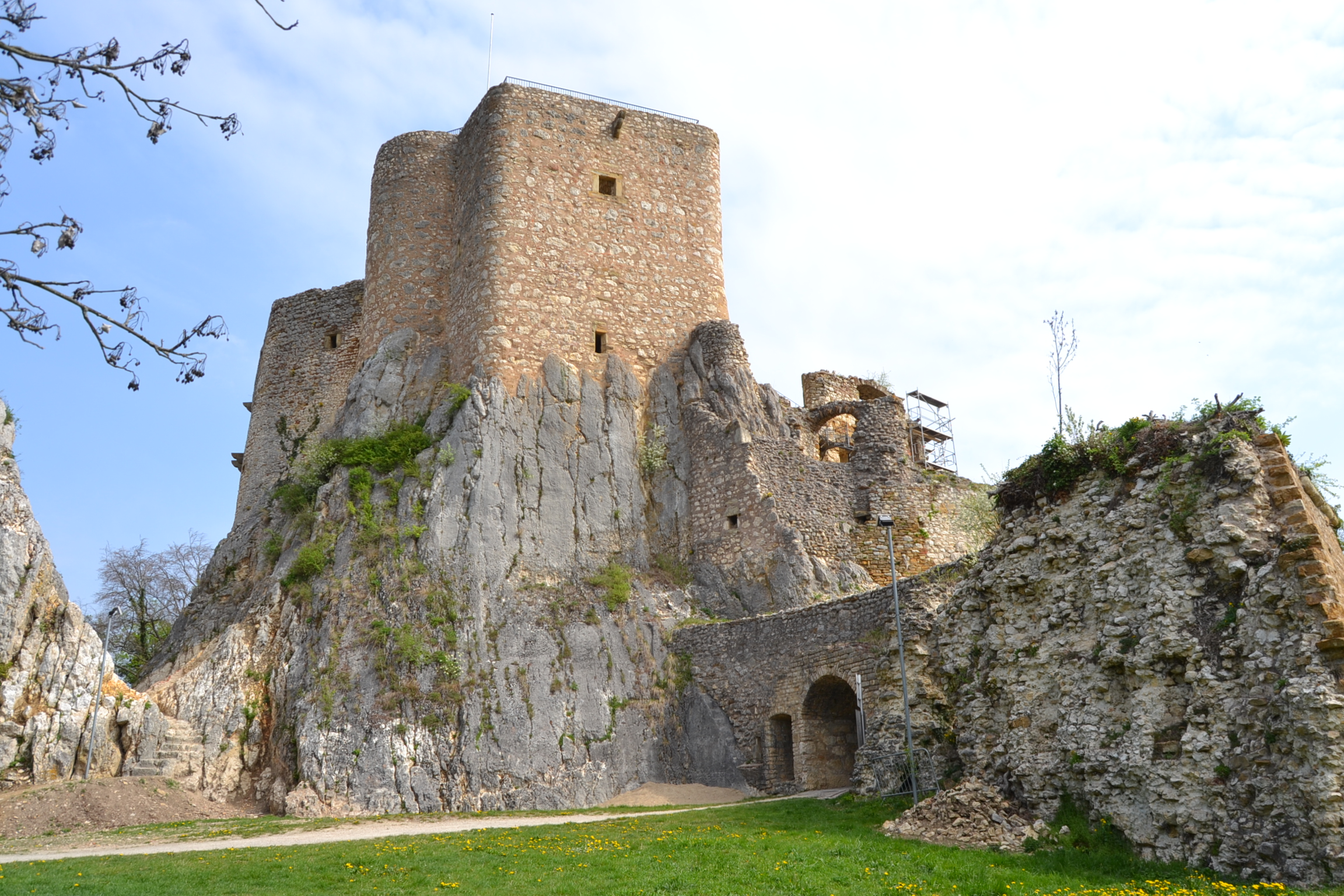
Castelo de Landskron, na Alta-Alsácia

## Lista dos Marqueses
- 1306-1313: Rodolfo I, reinou com o irmão mais velho, Henrique em Baden-Hachberg; em 1306 ele e o irmão partilharam os estados e Rodolfo ficou com Hachberg-Sausenberg, de que foi o 1º marquês.
- 1313-1318: Henrique, filho mais velho do anterior;
- 1318-1384: Otão, irmão do anterior a quem sucedeu com outro irmão, Rodolfo II e, após a morte deste último, com o sobrinho, Rodolfo III.
- 1318-1352: Rodolfo II, irmão do anterior, com quem partilhou o goveno.
- 1352-1428: Rodolfo III, filho do anterior, reinou com o tio Otão até 1384 e, depois, sozinho.
- 1428-1441: Guilherme, filho do anterior.
- 1441-1487: Rodolfo IV, filho do anterior.
- 1441-1444: Hugo, irmão do anterior.
- 1487-1503: Filipe, filho de Rodolfo IV. Serviu o duque de Borgonha Carlos, o Temerário e, depois, os reis de França Carlos VIII e Luís XII que lhe atribuíram uma Lettre de naturalité como súbdito francês. Os seus estados foram herdados pelo parente mais próximo, o marquês Cristóvão I de Baden-Baden que, assim, unificou todo o Baden.